# Charivarius
Gerard Nolst Trenité (Utrecht, 20 juli 1870 – Haarlem, 9 oktober 1946) was een Nederlandse letterkundige (berijmd proza, toneel), anglist en taalcriticus die publiceerde onder het pseudoniem Charivarius. Onder eigen naam was hij auteur van een aantal schoolboeken.

## Studietijd
Nolst Trenité was de zoon van een Utrechtse predikant. Na het gymnasium studeerde hij van 1890 tot 1894 aan de Rijksuniversiteit Utrecht klassieke letteren, rechten en staatswetenschappen, zonder echter een van deze studierichtingen te voltooien. Avontuurlijk aangelegd, begon hij in 1894 een zichzelf beloofde reis om de wereld, die voortijdig strandde in San Francisco, waar hij huisonderwijzer werd van de kinderen van de Nederlandse consul. Maar twee jaar later was hij terug in Nederland en hervatte hij zijn studie staatswetenschap, zich tegelijkertijd voorbereidend op de bevoegdheid tot het geven van middelbaar onderwijs Engels; de betrokken acte behaalde hij in 1898. In 1901 promoveerde hij in Utrecht op stellingen tot doctor in de staatswetenschappen.

## Leraar
Van 1900 tot 1918 was Trenité, zoals hij zichzelf bij voorkeur noemde, leraar Engels en Staatsinrichting aan het Middelbaar Onderwijs in Haarlem. Uit die periode dateren o.a. zijn schoolboeken The nutshell. Shortest English grammar (1906), First Pictorial word book (1908) en Drop your foreign accent. Vocal gymnastics (1909). Zijn in latere edities van dit laatste boek opgenomen gedicht The Chaos, bedoeld als oefenstof voor de uitspraak van Engelse woorden met een voor Nederlanders moeilijk woordbeeld, werd ook buiten Nederland populair. Het geniet zelfs bekendheid in Engeland bij de weinigen die een spellinghervorming nastreven. Op het gebied van staatsrecht schreef hij De grondwet, met korte aanteekeningen (1912).

## Charivarius
Vanaf 1903 schreef Trenité voor het sinds 1877 verschijnende weekblad De (Groene) Amsterdammer een taalrubriek onder de naam waarmee hij grote bekendheid verwierf: Charivarius, een pseudoniem dat waarschijnlijk is ontleend aan het Franse satirische tijdschrift Le Charivari (1832-1937) en zijn Engelse pendant Punch, or the London Charivari (1841-1992); het Franse woord 'charivari' staat voor een carnavaleske optocht met kabaal en ketelmuziek.
De Charivarius-rubriek werd door Nolst Trenité voortgezet tot De Groene in 1940 door de bezetter verboden werd. Er zijn drie bloemlezingen Charivari (1913) en Charivaria (1915 en 1916) van verschenen, maar ook vijf bundels onder de naam Ruize-rijmen (1914-1918), waaruit in 1922 een bloemlezing werd samengesteld, eveneens onder de titel Ruize-rijmen. Zijn boekje Is dat goed Nederlands? (Amsterdam, 1940) is een van de bekendste taaladviesboeken: het haalde tien edities en is nog in 1998 in facsimile herdrukt.
De rubriek bestond deels uit ironische en soms cynische rijmen (vooral die over het bloedvergieten van de Eerste Wereldoorlog), deels uit een ironische benadering van taalontsporingen die Charivarius in allerlei publicaties signaleerde. Later ging hij op over lopende tekst, waarbij hij veel voorbeelden aanhaalde van fouten. Hij gaf kleurrijke namen aan bepaalde fouten. Zo werd een opeenvolging van korte zinnen hijgstijl genoemd, en bedacht hij de naam 'Fnaffers en Fuiters' voor taalgebruikers die 'vanaf' en 'vanuit' aan elkaar schreven.

## Tante betje
De bekendste term die aan Charivarius is toegeschreven is de tante betje. Dit is een inversiefout, die optreedt bij samengestelde zinnen (na nevenschikkende voegwoorden zoals en, want of maar). Traditioneel moet in het Nederlands de volgorde onderwerp - persoonsvorm hetzelfde zijn in beide zinnen. De onderstaande zin zou dus goed zijn wanneer 'wilde' (persoonsvorm) en 'ik' zouden worden omgedraaid (of 'ik' wordt weggelaten):
1. Ik vind dat u te negatief bent en wilde ik u vragen hiermee op te houden.

Charivarius lijkt de term voor het eerst bij naam te hebben genoemd in zijn wekelijkse taalrubriek in de De (Groene) Amsterdammer. Hoewel sommige bronnen de benaming in 1940 of 1918 leggen, is de oudste vindplaats 22 juni 1913. Charivarius schrijft dan:
“Tante Betje – waartoe zouden wij den naam van onze oude vriendin verzwijgen? – heeft nu weder in de N. R. Ct. geschreven” 
Hoewel Charivarius het hier over 'een oude vriendin' heeft, en elders stelt dat hij de fout naar een hoogbejaarde tante Betje heeft genoemd, is de algemene aanname dat er nooit een echte tante Betje heeft bestaan.

## Kritiek
Hoe populair Charivarius ook was, onder neerlandici werd hij nauwelijks serieus genomen. Zo schreef de bekende taalkundige prof. Gerlach Royen (aangehaald in Taalrapsodie, Bussum, 1953): 
“Taaldilettanten die aan zinnen als: "Een menigte mensen waren op de been", menen te moeten dokteren – zulke taaldokters lopen er bij bosjes rond – die taalprutsers hebben er geen flauw besef van, dat de spraakmakende gemeente zonder spraakkunst veel fijnere taalschakeringen kent, dan die welke schoolmeesters aan grammatizerende logika toetsen. Van Charivariussen en konsorten verlos ons Heer!”

## Toneel
Ook voor toneel had hij grote belangstelling. Met jongensboekenschrijver J.B. Schuil ("Doodverklaard", "De katjangs", "De AFC-ers") richtte hij in 1912 de Haarlemsche Tooneel Club op, die door hem geschreven of bewerkte stukken speelde. Niet zelden componeerde hij ook de bijpassende muziek. Het verhaal gaat, dat hij zelf ook menige rol voor zijn rekening nam, hoewel hij zich zelden aan zijn eigen tekst hield. Dat was de persoonlijke vrijheid van de auteur, zei hij dan. Wat hiervan zij, historisch is in elk geval dat hij de stukken voordat de voorstelling begon op humoristische wijze bij het publiek inleidde. Het was een van de vele talenten van deze veelzijdige, artistieke en erudiete man, die ondanks een broze gezondheid - als leraar moest hij vervroegd afhaken – als auteur een enorme productie aan de dag legde.
Verzwakt uit oorlog en hongerwinter gekomen overleed Nolst Trenité een jaar na de Bevrijding op 76-jarige leeftijd.

## Selectie van zijn werk

### Taalkundig
- Charivari. Amsterdam: Van Holkema & Warendorf, 1913.
- Charivaria. 2e bundel. s.l. (Amsterdam?): De Nieuwe Amsterdammer, 1915.
- Charivaria. Derde bundel. Haarlem: H.D. Tjeenk Willink & Zoon, 1916.
- Is dat goed Nederlands? Amsterdam, De Spieghel, 1940 (10e druk, Amsterdam: Van der Peet, 1953; facsimile-editie, Den Haag: SDU, 1998).
- Een ander woord. Nederlandse synoniemen en zinverwante woorden. 's-Gravenhage: Van Goor, 1945.

### Teksten / Berijmd proza
- Ruize-rijmen. Amsterdam: De Nieuwe Amsterdammer, 1914 (dl. 2 1915, dl. 3 1916, dl. 4 1917, dl. 5 1918); eerste gezamenlijke druk 1922, vierde en laatste 1935.
- De roemruchte bedrijven van Ridder Don Quixote de la Mancha. Haarlem: Tjeenk Willink, 1925.
- Het scheepsjournaal van de Ark door Noach. Met hieroglyphen door Cham, opgegraven door I.L. Gordon en A.J. Fruen losbandig bewerkt. Amsterdam: Van Kampen, [1925].
- Onze evendieren. Karakterstudies door H. Verstijnen. Met ruize-rijmen van Charivarius. Amsterdam: Van Holkema & Warendorf, 1926.
- Herscheppingen, vrij naar Ovidius, Haarlem: Tjeenk Willink, 1926.
- De geschiedenis des vaderlands tot den dood van Karel V. Haarlem: Tjeenk Willink. 1927.
- De geschiedenis des vaderlands. Het voorspel van den Tachtigjarigen oorlog. Haarlem: Tjeenk Willink, 1929.
- Klusjes en kliekjes naar Schopenhauer. Haarlem: Tjeenk Willink, 1930.
- Godengesprekken naar Lucianus. Haarlem: Tjeenk Willink, 1932.
- Het einde van Socrates. Haarlem: Tjeenk Willink, 1934.
- Odysseus. Vrije bewerking van Homerus' Odyssee in berijmd proza. Haarlem: Tjeenk Willink, 1935.
- De slimheidskampioen. Oud-Egyptisch dievenverhaal naar Herodotus. Amsterdam: De Spieghel, [1942].

### Toneel
- Het nieuwe systeem. Spel van de school in 3 bedrijven. Haarlem: Tjeenk Willink, 1911.
- De storm. (Shakespeare's Tempest). Losbandig bewerkt in 5 bedrijven met proloog en coupletten. Haarlem: Tjeenk Willink, 1913.
- Zaïre. Vrij bewerkt naar Voltaire. Haarlem: Tjeenk Willink, 1915.
- Hoe het weeuwtje uit het Hof van Holland gevrijd werd. Tooneelschets in vier tafereelen naar de novelle van Potgieter vrij bewerkt. Haarlem: Tjeenk Willink, 1919.
- De armband. Vrij naar het Engelsch van Alfred Sutro. Haarlem: Tjeenk Willink, 1920.
- Pak-idylle. Klucht in één bedrijf. Vrij bewerkt naar het Engels van Grattan. Den Haag: uitgever niet genoemd, 1922.
- Rondom de kroningslinde. Nationaal tafereel in één bedrijf (Naar aanleiding van het regeringsjubileum van Koningin Wilhelmina). Amsterdam: De Amsterdammer, 1923.
- Drie oorspronkelijke éénspelbedrijven (Een droom. De schim of het rose japonnetje. De echtelieden). Haarlem: Tjeenk Willink, [1926].
- De appel van Eris. Mythologische klucht in een bedrijf. Haarlem: Tjeenk Willink, 1935.
- Esmoreit, een abel spel. Vertaald [uit het Middelnederlands]. Haarlem: Tjeenk Willink, 1938.
- Buiten werken, toneelschets in één bedrijf. 1931

### Schoolboeken
- The Nutshell. Shortest English grammar. Haarlem: Tjeenk Willink, 1906.
- First pictorial wordbook (illustrations). Haarlem: Tjeenk Willink, 1908.
- First pictorial wordbook (exercises). Haarlem: Tjeenk Willink, 1908.
- Guck, so weisst du's. Bilder, Wörter und Sätze. Haarlem: Tjeenk Willink, 1908.
- Drop your foreign accent. Vocal gymnastics. Haarlem: Tjeenk Willink, 1909.
- Je vois tout. Images, mots et exercices. Méthode directe pour la langue française. Haarlem: Tjeenk Willink, 1909.
- Vedere è imparare. Incisioni, vocabolario ed esercizi. Haarlem: Tjeenk Willink, 1932.

- Biografisch Portaal: 33246454
- Digitale Bibliotheek voor de Nederlandse Letteren: char003
- Gemeinsame Normdatei: 132001438
- International Standard Name Identifier: 0000 0000 3691 9909
- Library of Congress Control Number: n2003034138
- Nederlandse Thesaurus van Auteursnamen: 072514701
- Système universitaire de documentation: 170049272
- Virtual International Authority File: 75687479
- WorldCat: E39PBJm4TBmCRpC8vTwqftJMT3